# Crassoribatula maculosa
Crassoribatula maculosa – gatunek roztocza z kohorty mechowców i rodziny Oribatulidae. Jedyny gatunek monotypowego rodzaju Crassoribatula
Gatunek i rodzaj zostały opisane w 1967 roku przez Marie Hammer.
Mechowce te mają krótkie lamelle i nie posiadają translamelli czy cuspis. Notogaster ma guzki, wklęśnięty przedni brzeg i 4 pary areae porosae. Szczeciny notogastralne występują w liczbie 10 par, genitalne 6 par, aggenitalne 1 pary, analne 2 par, a adanalne 3 par. Odnóża trójpalczaste.
Gatunek endemiczny dla Nowej Zelandii, spotykany wśród opadłych liści i mchów.